# Коровка (конфеты)
«Коровка» (пол. Krówka) — конфеты-ирис с начинкой из жидкой помадки с добавлением молока и сливочного масла. Название получили по изображению коровы на обёртке.
В 1920-е годы Феликс Поморский (1895—1963) наладил в Познани производство ириса с жидкой начинкой; конфеты выпускались в обёртке, на которой была изображена корова голштинской породы. Рецепт этой сладости он узнал в детстве от своего дяди, жившего в Житомире.
Во время Второй мировой войны Поморский был вынужден перенести своё производство в Милянувек, а после войны «Коровка» стала производиться и в других странах социалистического лагеря — в ГДР, Чехословакии, в Советском Союзе, в частности, в Белорусской ССР.
В состав этих конфет, как и других видов ириса, входят молоко, сахар, сливочное масло, ванилин. Иногда в оригинальный состав добавляют ароматизаторы, придающие запах кофе, шоколада. Конфеты могут быть приготовлены в домашних условиях с использованием вышеупомянутых ингредиентов.
Конфеты «Коровка» любил Иосиф Бродский, поэтому некоторые поклонники поэта оставляют эти конфеты на его могиле на кладбище Сан-Микеле.